# 13 sierpnia
13 sierpnia jest 225. (w latach przestępnych 226.) dniem w kalendarzu gregoriańskim. Do końca roku pozostaje 140 dni.

## Święta
- Imieniny obchodzą: Benild, Diana, Helena, Hipolit, Hipolita, Jan, Kasjan, Kasjana, Konkordia, Maksym, Poncjan, Radegunda, Radomiła, Sekundyn, Wigbert i Wolebor.
- Laos – Święto Wolnego Laosu
- Międzynarodowe – Międzynarodowy Dzień Osób Leworęcznych
- Republika Środkowoafrykańska – Święto Niepodległości
- Tunezja – Dzień Kobiet
- Wspomnienia i święta w Kościele katolickim[1][2] obchodzą:
  - Najświętsza Maryja Panna Kalwaryjska (Kościół katolicki w Polsce)
  - bł. Gertruda z Altenbergu (zakonnica)
  - św. Hipolit Rzymski (prezbiter i antypapież)
  - bł. Jakub Gapp (prezbiter i męczennik)
  - św. Jan Berchmans (również 26 listopada)
  - św. Maksym Wyznawca
  - bł. Marek z Aviano (duchowy lekarz Europy)
  - św. Poncjan (papież)
  - św. Radegunda z Turyngii
  - bł. Michael McGivney

## Wydarzenia w Polsce
- 1264 – Lokowano Nowe Miasto w Toruniu.
- 1698 – Król August II Mocny i car Piotr I Wielki zawarli w Rawie Ruskiej sojusz wojskowy przeciwko Szwecji.
- 1769 – Konfederacja barska: stoczono bitwę pod Pobitnem.
- 1772 – Konfederacja barska: wojska rosyjskie zdobyły Jasną Górę. Zdarzenie to jest przyjmowane za koniec walk.
- 1911 – Pilot Michał Scipio del Campo jako pierwszy Polak wykonał na samolocie Etrich Taube lot nad Warszawą.
- 1915 – I wojna światowa: wojska niemieckie zajęły Białystok.
- 1920 – Wojna polsko-bolszewicka: Armia Czerwona pod dowództwem marszałka Michaiła Tuchaczewskiego uderzyła na Warszawę.

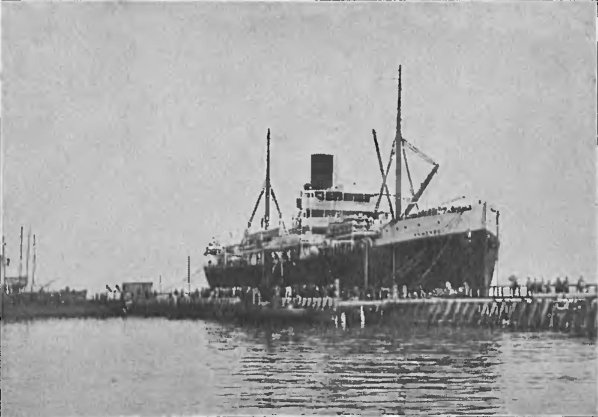
SS „Kentucky” – pierwszy oceaniczny statek w Gdyni (1923)

- 1923 – Do portu w Gdyni zawinął pierwszy statek oceaniczny – SS „Kentucky” pod banderą francuską.
- 1930 – Utworzono archidiecezję wrocławską.
- 1935 – W związku z podjęciem decyzji o budowie kolejki linowej na Kasprowy Wierch w Tatrach, cała ówczesna Państwowa Rada Ochrony Przyrody z prof. Władysławem Szaferem na czele podała się do dymisji.
- 1940 – W Apolonce koło Częstochowy Niemcy rozstrzelali 91 Polaków.
- 1941 – Brygada Kawalerii SS zakończyła pierwszą fazę akcji eksterminacyjnej na bagnach Prypeci; według oficjalnych meldunków rozstrzelano 13 788 osób, w większości Żydów.
- 1942 – W lesie koło wsi Tylawa Niemcy rozstrzelali 500 Żydów z Dukli, Jaślisk i Rymanowa.
- 1944:
  - 13. dzień powstania warszawskiego: eksplozja „czołgu-pułapki” na ulicy Kilińskiego, która zabiła około 300 cywilów i powstańców.
  - Niemcy dokonali pacyfikacji podkieleckiej wsi Skorzeszyce.
- 1989 – W Warszawie zakończył się międzynarodowy kongres Świadków Jehowy „Prawdziwa pobożność”.
- 2007 – Prezydent Lech Kaczyński odwołał na wniosek premiera Jarosława Kaczyńskiego ministrów z Ligi Polskich Rodzin i Samoobrony RP.

## Wydarzenia na świecie

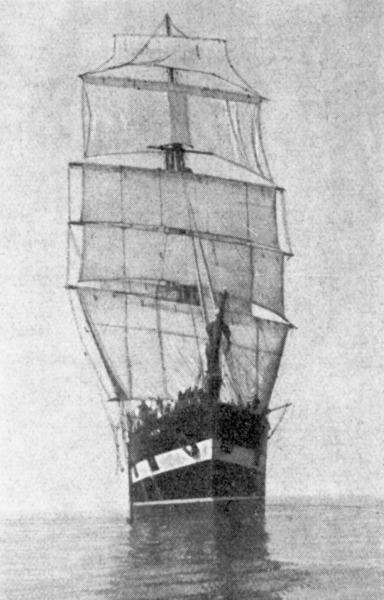
STS „Lwów” w trakcie rejsu do Brazylii (1923)

- 523 – Jan I został wybrany na papieża.
- 582 – Maurycjusz został cesarzem bizantyńskim.
- 900 – Król Lotaryngii Zwentibold poległ w bitwie pod Susteren.
- 1099 – Paschalis II został wybrany na papieża.
- 1473 – Niccolò Marcello został dożą Wenecji.
- 1516 – Francja i Hiszpania zawarły traktat w Noyon.
- 1521 – Podbój Meksyku przez Hiszpanów: stolica państwa Azteków Tenochtitlán została zajęta przez konkwistadorów i ich indiańskich sojuszników.
- 1525 – W katedrze w Kopenhadze została koronowana na królową Danii Zofia pomorska, druga żona króla Danii i Norwegii Fryderyka I Oldenburga.
- 1553 – Hiszpański teolog antytrynitarski Miguel Servet został, podczas przejazdu przez Genewę, rozpoznany przez kalwinistów i wtrącony do więzienia pod zarzutem bluźnierstwa.
- 1604 – Czeskie Karlowe Wary zostały zniszczone przez pożar.
- 1645 – Podpisano pokój w Brömsebro kończący szwedzko-duńską tzw. wojnę Torstensona.
- 1704 – Wojna o sukcesję hiszpańską: John Churchill, 1. książę Marlborough pokonał Francuzów w bitwie pod Blenheim.
- 1715 – W Wersalu podpisano francusko-perski traktat o wzajemnej przyjaźni i handlu.
- 1719 – III wojna północna: zwycięstwo wojsk szwedzkich nad rosyjskimi w bitwie pod Stäket.
- 1727 – Symboliczny początek ekumenizmu. Osadnicy ze wspólnoty religijnej założonej przez Nikolausa von Zinzendorfa w Herrnhut pomimo różnic doktrynalnych i wyznaniowych przystąpili wspólnie do Komunii Świętej.
- 1762 – W czasie wojny brytyjsko-hiszpańskiej toczonej w ramach wojny siedmioletniej Brytyjczycy zdobyli po oblężeniu Hawanę.
- 1770 – Johan Marinus Chalmers został wielkim pensjonariuszem Zelandii.
- 1808 – Wojna na Półwyspie Iberyjskim: wojska francusko-polskie zakończyły nieudane oblężenie Saragossy.
- 1809 – V koalicja antyfrancuska: zwycięstwo wojsk austriackich nad francusko-bawarsko-saskimi w III bitwie pod Bergisel.
- 1814 – W Londynie podpisano traktat brytyjsko-holenderski, na mocy którego zostały zwrócone holenderskie kolonie anektowane przez Brytyjczyków w trakcie wojen napoleońskich. Jednocześnie Holandia sprzedała Wielkiej Brytanii m.in. Gujanę Brytyjską i prowincję Przylądka Dobrej Nadziei.
- 1830 – Achille Charles de Broglie został premierem Królestwa Francji.
- 1842 – W angielskim Preston został krwawo stłumiony strajk robotników przemysłu bawełnianego.
- 1846 – Wojny maoryskie: zwycięstwem Brytyjczyków zakończyła się kampania w Dolinie Hutt na nowozelandzkiej Wyspie Północnej.
- 1847 – Brytyjski astronom John Russell Hind odkrył planetoidę (7) Iris.
- 1849 – Wojska węgierskie poniosły klęskę w bitwie pod Vilagos, co oznaczało upadek powstania antyhabsburskiego.
- 1868 – Trzęsienie ziemi z epicentrum w okolicy chilijskiego miasta Arica (należącego wówczas do Peru) spowodowało śmierć 25 tys. osób.
- 1876 – Na Bayreuther Festspiele odbyła się premiera opery Pierścień Nibelunga Richarda Wagnera.
- 1878 – W amerykańskim stanie Wirginia odkryto jaskinie w Luray.
- 1898 – Niemiecki astronom Carl Gustav Witt odkrył planetoidę (433) Eros.
- 1905 – Norwegowie opowiedzieli się w referendum za zerwaniem unii personalnej ze Szwecją.
- 1913:
  - Harry Brearley dokonał w Sheffield pierwszego wytopu stali nierdzewnej.
  - Niemiecki akrobata cyrkowy i oszust Otto Witte został rzekomo koronowany na króla Albanii.
- 1918 – I wojna światowa: zakończyła się bitwa pod Amiens.
- 1920 – Powszechne Stowarzyszenie Postępu Murzynów i Liga Społeczeństw Afrykańskich (UNIA-ACL) przyjęło flagę panafrykańską.
- 1923:
  - Mustafa Kemal został pierwszym prezydentem Turcji.
  - W Niemczech powołano pierwszy rząd Gustava Stresemanna.
  - W Rio de Janeiro otwarto hotel Copacabana Palace.
  - Żaglowiec „Lwów” jako pierwsza jednostka pod polską banderą przepłynął równik.
- 1930 – Papież Pius XI wydał bullę Pastoralis Offici Nostri, ustanawiającą nowy porządek kościelny w państwie pruskim.
- 1932 – Premiera amerykańskiej komedii filmowej Mów prościej w reżyserii Edwarda Sedgwicka.
- 1935 – 111 osób zginęło w wyniku runięcia zapory i zatopienia miast Molare i Ovada we włoskim Piemoncie.
- 1936 – Podczas XI Letnich Igrzysk Olimpijskich w Berlinie polscy piłkarze przegrali w meczu o brązowy medal z Norwegią 2:3.
- 1939 – Dokonano oblotu brytyjskiego samolotu wielozadaniowego Vickers Warwick.
- 1940 – Australijski samolot wojskowy Lockheed Hudson rozbił się pod Canberrą, w wyniku czego zginęło 10 osób, w tym 3 członków rządu i szef sztabu generalnego armii australijskiej.
- 1942 – Front wschodni: wojska niemieckie zdobyły stolicę Kałmucji, Elistę.
- 1944:
  - Bitwa o Atlantyk: niemiecki okręt podwodny U-270 został zatopiony (bez ofiar) w Zatoce Biskajskiej przez bomby głębinowe z australijskiej łodzi latającej Short Sunderland.
  - Wojna kontynuacyjna: zwycięstwem wojsk fińskich nad radzieckimi zakończyła się bitwa pod Ilomantsi (26 lipca-13 sierpnia).
  - Wojna na Pacyfiku: u wybrzeża filipińskiej wyspy Balabaca zatonął po wejściu na minę amerykański okręt podwodny USS „Flier”, w wyniku czego zginęło 70 spośród 85 członków załogi.
- 1946 – Kongres USA przyjął ustawę o powołaniu Komisji Roszczeń Indiańskich.
- 1949 – W katastrofie samolotu Douglas C-47 Skytrain koło miasta Bojacá w kolumbijskich Andach zginęły wszystkie 32 osoby na pokładzie.
- 1950 – Na Dźwinie w Rydze zatonął statek pasażerski „Majakowski”, w wyniku czego zginęło 147 osób, w tym 48 dzieci.
- 1952 – Japonia przystąpiła do Międzynarodowego Funduszu Walutowego.
- 1958 – Zwodowano duński statek towarowo-pasażerski MS „Hans Hedtoft”, który zatonął 30 stycznia 1959 roku w czasie swego dziewiczego rejsu po zderzeniu z górą lodową.
- 1960 – Republika Środkowoafrykańska uzyskała niepodległość (od Francji).
- 1961 – NRD obstawiła wojskiem granicę z Berlinem Zachodnim i zamknęła przejścia graniczne. Rozpoczęła się budowa Muru Berlińskiego.
- 1963 – W amerykańskim stanie Dakota Północna oddano do użytku KVLY/KTHI TV Mast, najwyższy obecnie maszt radiowy na świecie (628,8 m).
- 1964 – Wykonano 2 ostatnie wyroki śmierci w historii Wielkiej Brytanii.
- 1965 – W San Francisco odbył się pierwszy koncert grupy rockowej Jefferson Airplane.
- 1968 – W Atenach doszło do nieudanego zamachu bombowego na szefa tzw. junty czarnych pułkowników Jeorjosa Papadopulosa.
- 1969 – Neil Armstrong, Edwin Aldrin i Michael Collins, członkowie pierwszej załogowej misji księżycowej Apollo 11, po odbyciu trzytygodniowej kwarantanny wzięli udział w triumfalnej paradzie w Nowym Jorku.
- 1973:
  - Holender 	Johan Cruijff podpisał kontrakt z FC Barcelona.
  - W	katastrofie należącego do linii Aviaco samolotu Sud Aviation Caravelle pod La Coruñą w Hiszpanii zginęło wszystkich 85 osób na pokładzie i jedna na ziemi.
- 1975 – W przeprowadzonym przez Prowizoryczną Irlandzką Armię Republikańską zamachu bombowym na pub w Belfaście zginęło 5 osób, a 50 zostało rannych.
- 1978 – 175 osób zginęło w wyniku eksplozji bomby podłożonej w budynku Frontu Wyzwolenia Palestyny w Bejrucie.
- 1987 – Prezydent USA Ronald Reagan wziął na siebie odpowiedzialność za aferę Iran-Contras.
- 1990 – Wazgen Manukian został premierem Armenii.
- 1993 – Włoch Sergio Balanzino został sekretarzem generalnym NATO.
- 1996 – Został aresztowany belgijski pedofil i seryjny morderca Marc Dutroux.
- 1997:
  - Premiera komedii filmowej Goło i wesoło w reżyserii Petera Cattaneo.
  - Wyemitowano premierowy odcinek amerykańskiego serialu animowanego South Park, stworzonego przez Treya Parkera i Matta Stone’a.
- 1998 – Rozpoczęła się załogowa misja kosmiczna na statku Sojuz TM-28.
- 2001:
  - Premier Japonii Jun’ichirō Koizumi odwiedził kontrowersyjną świątynię Yasukuni, poświęconą duchom żołnierzy poległych w służbie cesarza, co wywołało oburzenie w krajach azjatyckich.
  - W niemieckim Gelsenkirchen otwarto stadion Arena AufSchalke (od 1 lipca 2005 Veltins-Arena).
  - W Skopje podpisano porozumienie kończące półroczny konflikt w Macedonii, gwarantujące konstytucyjną ochronę mniejszości albańskiej i przewidujące rozbrojenie albańskich rebeliantów przez NATO.
- 2002 – Prezydent Iranu Mohammad Chatami jako pierwsza od 40 lat irańska głowa państwa złożył wizytę w Afganistanie.
- 2003 – Libia zobowiązała się do wypłacenia odszkodowań rodzinom ofiar zamachu na samolot Pan Am nad szkockim Lockerbie w 1988 roku.
- 2004:
  - W Osetii Południowej ostrzelany został konwój premiera Gruzji Zuraba Żwanii.
  - W reakcji na protesty prodemokratyczne na Malediwach wprowadzono stan wyjątkowy.
  - W Atenach rozpoczęły się XXVIII Letnie Igrzyska Olimpijskie.
  - W obozie dla uchodźców w Gatumba w Burundi Front Wyzwolenia Narodowego dokonał masakry co najmniej 152 kongijskich Tutsich.
- 2006 – W mołdawskim Tyraspolu 2 osoby zginęły, a 10 zostało rannych w wyniku wybuchu 2 granatów w trolejbusie.
- 2007:
  - W przeddzień 60. rocznicy odzyskania niepodległości Pakistan zwolnił 134 więźniów indyjskich, w odpowiedzi następnego dnia Indie zwolniły 72 więźniów pakistańskich.
  - Wybuch bomby spowodował wykolejenie pociągu pasażerskiego jadącego z Moskwy do Sankt Petersburga, w wyniku czego rannych zostało około 60 osób
- 2008:
  - 15 osób zginęło w zamachu bombowym na autobus w libańskim mieście Trypolis.
  - Amerykański astronauta Gregory Chamitoff, członek załogi Międzynarodowej Stacji Kosmicznej (ISS), wygrał partię szachów z zawodnikiem na Ziemi.
  - Boliwia i Libia nawiązały stosunki dyplomatyczne.
  - Prezydent Rosji Dmitrij Miedwiediew wprowadził jednodniową żałobę narodową dla uczczenia ofiar wojny w Osetii Południowej i Gruzji.
- 2009:
  - 23 filipińskich żołnierzy zginęło podczas szturmu na obóz islamskiego ugrupowania Abu Sayyaf na wyspie Basilan.
  - Co najmniej 21 osób zginęło w podwójnym samobójczym zamachu bombowym na kawiarnię w mieście Sindżar na północy Iraku.
- 2011 – Podczas koncertu w amerykańskim Indianapolis w wyniku gwałtownej nawałnicy runęła na widzów plenerowa scena, zabijając 7 i raniąc 45 osób.
- 2015 – 76 osób zginęło, a 212 zostało rannych w wyniku wybuchu samochodu-pułapki na targowisku w Bagdadzie.
- 2018 – W mieście Frederick w stanie Kolorado 33-letni Christopher Watts zamordował ciężarną żonę i dwie kilkuletnie córki.
- 2020 – Kim Tok-hun został premierem Korei Północnej.

## Urodzili się
- 1311 – Alfons XI, król Kastylii i Leónu (zm. 1350)
- 1516 – Hieronymus Wolf, niemiecki humanista, filolog (zm. 1580)
- 1546 – Jan Opaliński starszy, polski szlachcic, polityk (zm. 1598)
- 1576 – David Vinckboons, niderlandzki malarz (zm. ok. 1632)
- 1584 – Theophilus Howard, angielski arystokrata, polityk (zm. 1640)
- 1614 – August, książę Sachsen-Weißenfels-Querfurt (zm. 1680)
- 1617 – Johannes Andreas Quenstedt, niemiecki teolog luterański (zm. 1688)
- 1625 – Rasmus Bartholin, duński naukowiec, lekarz (zm. 1698)
- 1651 – Balthasar Permoser, niemiecki rzeźbiarz (zm. 1732)
- 1655 – Johann Christoph Denner, niemiecki konstruktor instrumentów muzycznych (zm. 1707)
- 1662 – Łukasz Jacek Czermiński, polski duchowny katolicki, biskup pomocniczy przemyski (zm. 1717)
- 1698 – Adelajda Orleańska, francuska benedyktynka, ksieni Chelles (zm. 1743)
- 1700 – Heinrich von Brühl, saski hrabia, polityk, pierwszy minister Saksonii (zm. 1763)
- 1711 – Jacek Bartłomiej Ogrodzki, polski szlachcic, polityk (zm. 1780)
- 1717 – Ludwik Franciszek Burbon-Conti, francuski wojskowy, książę Conti (zm. 1776)
- 1725 – Georg Christoph Pisanski, niemiecki pedagog, pisarz, bibliograf (zm. 1790)
- 1736 – Johann Christian von Lindenowski, pruski oficer, polityk, komisarz i nadburmistrz Elbląga, prezydent Gdańska, dyplomata (zm. 1813)
- 1739 – Elżbieta Woroncowa, rosyjska arystokratka (zm. 1792)
- 1743 – Maria Elżbieta Habsburg, arcyksiężniczka austriacka (zm. 1808)
- 1750 – Ksawery Karnicki, polski podróżnik, wielorybnik (zm. 1801)
- 1752 – Maria Karolina Habsburg, królowa Neapolu i Sycylii (zm. 1814)
- 1755 – Hipolit Lemański, polski urzędnik sądowy, archiwista (zm. ok. 1800)
- 1762 – Anne-Joseph Théroigne de Méricourt, francuska rewolucjonistka (zm. 1817)
- 1763 – Christoph Johann Friedrich von Medem, rosyjski urzędnik, dyplomata pochodzenia niemieckiego (zm. 1838)
- 1764 – Louis Baraguey d'Hilliers, francuski generał (zm. 1813)
- 1792 – Adelajda Sachsen-Meiningen, królowa Wielkiej Brytanii i Hanoweru (zm. 1849)
- 1800:
  - Jan Michał Marszewski, polski duchowny katolicki, biskup kujawsko-kaliski (zm. 1867)
  - Ippolito Rosellini, włoski archeolog, orientalista, pisarz (zm. 1843)
- 1802:
  - Nikolaus Lenau, austriacki pisarz (zm. 1850)
  - Józef Ordęga, polski ziemianin, polityk, działacz emigracyjny (zm. 1879)
- 1804 – Władimir Odojewski, rosyjski książę, pisarz, filozof, krytyk muzyczny, kompozytor (zm. 1869)
- 1807 – Lucjan Siemieński, polski prozaik, poeta, krytyk literacki, tłumacz (zm. 1877)
- 1810 – Kōan Ogata, japoński lekarz (zm. 1863)
- 1814 – Anders Jonas Ångström, szwedzki fizyk, astronom (zm. 1874)
- 1816 – Maria Aniela Krasicka, polska hrabianka, posiadaczka ziemska, działaczka społeczna (zm. 1903)
- 1819:
  - Aurelio Saffi, włoski rewolucjonista, polityk (zm. 1890)
  - George Gabriel Stokes, irlandzki matematyk, fizyk, wykładowca akademicki (zm. 1903)
- 1820:
  - George Grove, brytyjski muzykograf, leksykograf, biblista (zm. 1900)
  - Joseph Albert Alberdingk Thijm, holenderski pisarz, teoretyk sztuki (zm. 1889)
- 1824 – Paweł Stalmach, polski duchowny ewangelicki, publicysta, dziennikarz, działacz społeczny (zm. 1891)
- 1827 – Francisco Gomes de Amorim, portugalski prozaik, poeta, dramaturg (zm. 1891)
- 1829:
  - Gustav Flor, niemiecki zoolog, entomolog, lekarz, wykładowca akademicki (zm. 1883)
  - Iwan Sieczenow, rosyjski fizjolog, wykładowca akademicki (zm. 1905)
- 1830 – Gustav Lange, niemiecki kompozytor (zm. 1889)
- 1831:
  - Henry Larcom Abbot, amerykański oficer, podróżnik, odkrywca (zm. 1927)
  - Salomon Jadassohn, niemiecki kompozytor, teoretyk muzyki pochodzenia żydowskiego (zm. 1902)
  - Emma Ostaszewska, polska pianistka, działaczka społeczna (zm. 1912)
- 1833:
  - Seweryn Loewenstein, polski przedsiębiorca, fabrykant pochodzenia żydowskiego (zm. 1895)
  - Leopold Mieczkowski, polski lekarz. balneolog (zm. 1899)
  - Lucido Maria Parocchi, włoski duchowny katolicki, arcybiskup Bolonii, kardynał (zm. 1903)
- 1834 – Ludwik Kurella, polski malarz (zm. 1902)
- 1836 – Mikołaj (Kasatkin), rosyjski duchowny, misjonarz i święty prawosławny (zm. 1912)
- 1837 – Karl Adolf Lorenz, niemiecki kompozytor, organista (zm. 1923)
- 1842 – Albert Sorel, francuski historyk, pisarz (zm. 1906)
- 1843 – Zdzisław Hipolit Dąbrowski, polski inżynier chemik, organizator przemysłu cukrowniczego, uczestnik powstania styczniowego (zm. 1904)
- 1844 – Johann Friedrich Miescher, szwajcarski chemik (zm. 1895)
- 1850:
  - Andrea Ferrari, włoski duchowny katolicki, arcybiskup Mediolanu, błogosławiony (zm. 1921)
  - Oskar Hoffmann, niemiecki architekt (zm. 1916)
  - Philip Bourke Marston, brytyjski poeta (zm. 1887)
- 1852 – Christian Krohg, norweski malarz, rysownik, pisarz, dziennikarz (zm. 1925)
- 1853 – Antonio Salandra, włoski prawnik, polityk, premier Włoch (zm. 1931)
- 1858:
  - Ludwik Stasiak, polski malarz, rysownik, dziennikarz, historyk sztuki, wydawca (zm. 1924)
  - Muhammad VI, bej Tunisu (zm. 1929)
- 1865 – Emma Eames, amerykańska śpiewaczka operowa (sopran) (zm. 1952)
- 1866 – Giovanni Agnelli, włoski przemysłowiec, założyciel Fiata (zm. 1945)
- 1867 – George Luks, amerykański malarz, rysownik (zm. 1933)
- 1868 – Adolf Cambridge, członek brytyjskiej rodziny królewskiej (zm. 1927)
- 1869 – Carl Peter Hermann Christensen, duński kat (zm. 1936)
- 1871:
  - Karl Liebknecht, niemiecki adwokat, polityk marksistowski (zm. 1919)
  - Piotr Milewski, polski dyrygent, kompozytor (zm. 1947)
- 1872 – Richard Martin Willstätter, niemiecki chemik, laureat Nagrody Nobla (zm. 1942)
- 1873 – Józef Haller, polski generał broni, polityk, przewodniczący ZHP, minister obrony (zm. 1960)
- 1874 – Hagbart Steffens, norweski żeglarz, olimpijczyk (zm. 1932)
- 1876 – Stanisław Kubski, polski duchowny katolicki, męczennik, błogosławiony (zm. 1942)
- 1878:
  - Martin Borthen, norweski żeglarz sportowy (zm. 1964)
  - Józef Mamica, polski duchowny luterański, kapelan wojskowy (zm. 1940)
  - Leonid Nikołajew, rosyjski pianista, kompozytor, pedagog (zm. 1942)
- 1879 – Aleksandr Rodzianko, rosyjski generał, pisarz emigracyjny (zm. 1970)
- 1880 – Bertel Juslén, fiński żeglarz sportowy (zm. 1951)
- 1882:
  - Martin Sæterhaug, norweski łyżwiarz szybki, kolarz szosowy (zm. 1961)
  - Robert Schälzky, niemiecki polityk, wielki mistrz zakonu krzyżackiego (zm. 1948)
- 1886 – Jacobus Hendrik Pierneef, południowoafrykański malarz (zm. 1957)
- 1888:
  - John Logie Baird, szkocki inżynier, wynalazca (zm. 1946)
  - Elga Kern, niemiecka publicystka, tłumaczka, feministka (zm. 1957)
  - Piotr Wojkow, radziecki dyplomata (zm. 1927)
- 1889:
  - Géo André, francuski lekkoatleta, skoczek wzwyż (zm. 1943)
  - David Bruce-Brown, amerykański kierowca wyścigowy (zm. 1912)
  - James Lee Peters, amerykański ornitolog (zm. 1952)
- 1890:
  - Li Zongren, chiński wojskowy, polityk, prezydent Republiki Chińskiej (zm. 1969)
  - Ellen Osiier, duńska florecistka pochodzenia żydowskiego (zm. 1962)
- 1891 – Zygmunt Grabowski, polski porucznik, malarz (zm. 1939)
- 1892 – Siemion Dukielski, radziecki polityk pochodzenia żydowskiego (zm. 1960)
- 1893:
  - Charles F. Curry, amerykański polityk (zm. 1972)
  - Alcybiades Diamandi, arumuński polityk (zm. 1948)
  - Michał Kamieński, polski rzeźbiarz, malarz (zm. 1944)
- 1894:
  - Józef Kobyłecki, polski generał brygady (zm. 1969)
  - Tadeusz Antoni Porębski, polski generał brygady, urzędnik państwowy, prezes NIK (zm. 1970)
  - Stefan Stefanowski, polski przodownik policji (zm. 1940)
  - František Ventura, czeski jeździec sportowy (zm. 1969)
- 1895:
  - István Barta, węgierski piłkarz wodny (zm. 1948)
  - Władysław Glac, polski rzeźbiarz (zm. 1943)
  - Daniel Mandell, amerykański montażysta filmowy (zm. 1987)
- 1896 – Chrystian Mieczysław Kretowicz, polski major obserwator (zm. 1975)
- 1897:
  - Stefan Chrzanowski, polski podporucznik (zm. 1920)
  - William Gott, brytyjski generał porucznik (zm. 1942)
- 1898:
  - Aziz Abaza, egipski dramaturg, poeta (zm. 1973)
  - Jean Borotra, francuski tenisista (zm. 1994)
  - Stefan Śliwa, polski piłkarz (zm. 1964)
- 1899:
  - Alfred Hitchcock, brytyjski reżyser, scenarzysta i producent filmowy (zm. 1980)
  - Ludwik Schneider, polski piłkarz (zm. 1972?)
- 1900 – Stanisław Dunajewski, polski porucznik piechoty, krajoznawca, regionalista (zm. 1985)
- 1901:
  - Boris Czirkow, rosyjski aktor (zm. 1982)
  - Antoni Deryng, polski prawnik (zm. 1978)
- 1902:
  - Waldemar Babinicz, polski pisarz, pedagog, publicysta, etnograf, regionalista (zm. 1969)
  - Felix Wankel, niemiecki mechanik, konstruktor (zm. 1988)
- 1903:
  - Howard Buffett, amerykański polityk (zm. 1964)
  - James McKenzie, brytyjski bokser (zm. 1931)
  - Suat Hayri Ürgüplü, turecki prawnik, dyplomata, polityk, premier Turcji (zm. 1981)
- 1904 – Wacław Tułodziecki, polski pedagog, polityk, minister oświaty (zm. 1985)
- 1905:
  - Gareth Jones, walijski dziennikarz (zm. 1935)
  - Salwator Lara Puente, meksykański działacz Akcji Katolickiej, męczennik, święty (zm. 1926)
- 1907:
  - Alfried Krupp von Bohlen und Halbach, niemiecki przemysłowiec (zm. 1967)
  - Erik Lundberg, szwedzki ekonomista (zm. 1987)
  - Tamara Makarowa, rosyjska aktorka, pedagog (zm. 1997)
  - Michaił Mukasiej, radziecki szpieg pochodzenia żydowskiego (zm. 2008)
- 1908:
  - Willi Beuster, niemiecki polityk (zm. 1981)
  - Gene Raymond, amerykański aktor (zm. 1998)
  - Andrzej Wolica, polski pisarz (zm. 1940)
- 1909:
  - Wilhelmina von Bremen, amerykańska lekkoatletka, sprinterka pochodzenia niemieckiego (zm. 1976)
  - Werner Keller, niemiecki dziennikarz, pisarz, publicysta naukowy (zm. 1980)
- 1910:
  - Vasile Chiroiu, rumuński piłkarz (zm. 1976)
  - Sa’id ibn Tajmur, sułtan Omanu i Maskatu (zm. 1972)
- 1911 – Jan Prassek, niemiecki duchowny katolicki, męczennik, błogosławiony (zm. 1943)
- 1912:
  - Irena Cichowska, polska malarka (zm. 2000)
  - Ben Hogan, amerykański golfista (zm. 1997)
  - Marian Jaworski, polski polityk, poseł na Sejm PRL (zm. 1967)
  - Salvador Luria, amerykański biolog, laureat Nagrody Nobla (zm. 1991)
  - Jerzy Hipolit Palusiński, polski kapitan pilot (zm. 1984)
  - Witold Tomassi, polski chemik, fizyk, żołnierz AK (zm. 1997)
- 1913:
  - John E. Barr, szkocki działacz religijny, członek Ciała Kierowniczego Świadków Jehowy (zm. 2010)
  - Makarios III, cypryjski duchowny prawosławny, arcybiskup, polityk, prezydent Cypru (zm. 1977)
- 1914 – Luis Mariano, francuski śpiewak operetkowy (tenor), aktor narodowości baskijskiej (zm. 1970)
- 1915 – Lech Zygmunt Makowiecki, polski geofizyk (zm. 1983)
- 1916:
  - Jorge Scarso, włoski duchowny katolicki, biskup Patos de Minas w Brazylii (zm. 2015)
  - Jean-Michel Thierry, francuski historyk sztuki (zm. 2011)
- 1917
  - Claudia McNeil, amerykańska aktorka (zm. 1993)
  - Anna Molka Ahmed, pakistańska malarka i pisarka (zm. 1994)
- 1918:
  - Mildred Dolson, kanadyjska lekkoatletka, sprinterka (zm. 2004)
  - Noor Hassanali, trynidadzko-tobagijski polityk, prezydent Trynidadu i Tobago (zm. 2006)
  - Frederick Sanger, brytyjski biochemik, laureat Nagrody Nobla (zm. 2013)
- 1919:
  - Børre Falkum-Hansen, norweski żeglarz sportowy (zm. 2006)
  - George Shearing, amerykański pianista jazzowy, kompozytor pochodzenia brytyjskiego (zm. 2011)
- 1920:
  - Wasilij Andrianow, radziecki generał major lotnictwa (zm. 1999)
  - Gerard Górnicki, polski pisarz, publicysta, felietonista (zm. 2008)
  - Jean Honoré, francuski duchowny katolicki, arcybiskup Tours, kardynał (zm. 2013)
  - Ludwik Maceczek, polski historyk, polityk, poseł na Sejm PRL (zm. 1999)
  - Mirko Paráček, czechosłowacki lekkoatleta, sprinter (zm. 1991)
- 1921:
  - Konstandinos Filinis, grecki dziennikarz, polityk, eurodeputowany (zm. 2014)
  - Jimmy McCracklin, amerykański muzyk, pianista, wokalista, kompozytor (zm. 2012)
  - Jerzy Nosowski, polski duchowny katolicki, teolog, orientalista, religioznawca (zm. 1999)
  - Imre Sarkadi, węgierski prozaik, dramaturg (zm. 1961)
- 1922:
  - Grzegorz Chruścielewski, polski architekt (zm. 1979)
  - Paul Neerot, estoński polityk komunistyczny (zm. 1988)
  - Jan Szymborski, polski duchowny katolicki, prałat, egzorcysta archidiecezji warszawskiej (zm. 2016)
  - Adam Wapiennik, polski piłkarz, trener (zm. 1990)
- 1923:
  - Arnljot Eggen, norweski poeta, dramaturg, tłumacz, autor literatury dziecięcej i młodzieżowej, działacz komunistyczny (zm. 2009)
  - Harold B. Mattingly, brytyjski historyk, numizmatyk (zm. 2015)
  - Osvaldo Sáez, chilijski piłkarz (zm. 1959)
- 1924:
  - Serafim Fernandes de Araújo, brazylijski duchowny katolicki, arcybiskup Belo Horizonte, kardynał (zm. 2019)
  - Marian Kulczycki, polski psycholog, wykładowca akademicki (zm. 1995)
  - Gerhard Lenski, amerykański socjolog pochodzenia niemieckiego (zm. 2015)
  - Stefan Małecki, polski grafik (zm. 2012)
  - Jurij Orłow, rosyjski fizyk, obrońca praw człowieka (zm. 2020)
- 1925 – Fritz Pirkl, niemiecki psycholog, samorządowiec, polityk (zm. 1993)
- 1926:
  - Norris Bowden, kanadyjski łyżwiarz figurowy (zm. 1991)
  - Fidel Castro, kubański rewolucjonista, prawnik, polityk, premier i prezydent Kuby (zm. 2016)
- 1927 – David Padilla, boliwijski generał, polityk, p.o. prezydenta Boliwii (zm. 2016)
- 1928 – Jehuda Lapidot, izraelski wojskowy, historyk, biochemik
- 1929:
  - Augustyn Bloch, polski kompozytor, organista (zm. 2006)
  - Danuta Kłopocka, polska aktorka (zm. 2013)
  - Mieczysław Waśkowski, polski reżyser filmowy (zm. 2001)
- 1930:
  - Tomás Borge, nikaraguańska prozaik, poeta, eseista, polityk (zm. 2012)
  - Ludwik Kasprzyk, polski inżynier budownictwa, działacz społeczny i kulturalny (zm. 2012)
  - Wilmer Mizell, amerykański baseballista, polityk (zm. 1999)
  - Władysława Papis, polska tercjarka franciszkańska, krawcowa (zm. 2016)
- 1931 – Norman Read, nowozelandzki lekkoatleta, chodziarz (zm. 1994)
- 1932:
  - Andrzej Pietsch, polski artysta grafik, taternik, alpinista (zm. 2010)
  - Günther Schmidt, niemiecki przedsiębiorca (zm. 2005)
- 1933:
  - Maria Dańkowska, polska dziennikarka, autorka literatury młodzieżowej (zm. 1991)
  - Fred Erdman, belgijski prawnik, samorządowiec, polityk (zm. 2021)
  - Rosław Szaybo, polski fotograf, grafik, projektant okładek płyt i książek (zm. 2019)
- 1934:
  - Karl Elsener, szwajcarski piłkarz, bramkarz (zm. 2010)
  - Hyŏn Ch’ŏl Hae, północnokoreański generał, polityk (zm. 2022)
  - Gyōji Matsumoto, japoński piłkarz (zm. 2019)
  - Stanisław Widłak, polski językoznawca, romanista i italianista (zm. 2017)
- 1935:
  - Bolesław Abart, polski aktor
  - Joseph Adamec, amerykański duchowny katolicki pochodzenia słowackiego, biskup Altoony-Johnstown (zm. 2019)
  - Brendan Comiskey, irlandzki duchowny katolicki, biskup Ferns (zm. 2025)
  - Żiwko Czingo, macedoński prozaik, dramaturg, dziennikarz (zm. 1987)
  - Tadeusz Rostkowski, polski ślusarz, polityk, poseł na Sejm PRL (zm. 2005)
- 1936:
  - Graham Robert Allan, brytyjski matematyk (zm. 2007)
  - John Geddes, brytyjski kolarz szosowy i torowy
  - Maj-Lis Lööw, szwedzka polityk
  - James Moriarty, irlandzki duchowny katolicki, biskup Kildare-Leighlin (zm. 2022)
  - Thomas Schamoni, niemiecki reżyser filmowy (zm. 2014)
- 1937 – Bronisława Sokołowska, polska technik włókiennik, polityk, poseł na Sejm PRL
- 1938:
  - Marian Bartmiński, polski brydżysta, sędzia piłkarski (zm. 2010)
  - Luis Estaba, wenezuelski bokser (zm. 2025)
  - Andrzej Jaroszewski, polski dziennikarz muzyczny, konferansjer, popularyzator muzyki jazzowej (zm. 2003)
  - Piotr Marczewski, polski kompozytor, pianista, dyrygent (zm. 2022)
  - Stilianos Panagopulos, grecki bankowiec, polityk
  - Werner Radspieler, niemiecki duchowny katolicki, biskup pomocniczy Bambergu (zm. 2018)
- 1939:
  - Hennie van Nee, holenderski piłkarz (zm. 1996)
  - Gray Simons, amerykański zapaśnik
- 1940:
  - Marcin Dramiński, polski chemik, wykładowca akademicki (zm. 2020)
  - Edmund Hein, niemiecki ekonomista, polityk
- 1941:
  - Krystyna Chmielewska, polska aktorka (zm. 1998)
  - Ihor Kulczycki, ukraiński piłkarz
  - Stanisław Małkow, białoruski hokeista, trener
  - Józef Spors, polski historyk, wykładowca akademicki (zm. 1992)
  - Henning Voscherau, niemiecki prawnik, samorządowiec, polityk, burmistrz Hamburga (zm. 2016)
  - Wanda Wójtowicz, polska prawnik, profesor nauk prawnych (zm. 2024)
- 1942:
  - Jean-Claude Andruet, francuski kierowca rajdowy
  - Adriano Bernardini, włoski duchowny katolicki, arcybiskup, nuncjusz apostolski
  - Georges Carnus, francuski piłkarz, bramkarz
  - Juliusz Chrościcki, polski historyk sztuki, wykładowca akademicki
  - Balázs Horváth, węgierski prawnik, polityk (zm. 2006)
  - Andrzej Kołakowski, polski filozof, wykładowca akademicki (zm. 2015)
  - Robert L. Stewart, amerykański generał pilot, astronauta
- 1943:
  - Gérard Deprez, belgijski socjolog, polityk
  - Gary Ilman, amerykański pływak
  - Roberto Micheletti, honduraski polityk, p.o. prezydenta Hondurasu
  - Ertha Pascal-Trouillot, haitańska polityk, p.o. prezydenta Haiti
- 1944:
  - Divina Galica, brytyjska narciarka alpejska, uczestniczka wyścigów samochodowych pochodzenia polskiego
  - Lajos Puskás, węgierski piłkarz, trener
  - Bruce Taafe, australijski rugbysta (zm. 2018)
- 1945:
  - Sławoj Leszek Głódź, polski duchowny katolicki, biskup polowy WP, biskup warszawsko-praski, arcybiskup metropolita gdański
  - Gary Gregor, amerykański koszykarz
  - Aleksander Klima, polski biathlonista, biegacz narciarski
  - Jørgen Schmidt, duński kolarz szosowy
- 1946:
  - Jan Hencz, polski aktor (zm. 2010)
  - Krzysztof Radosław Mazurski, polski geograf, działacz społeczny (zm. 2016)
  - Stefan Melak, polski dziennikarz, działacz niepodległościowy okresu PRL, przewodniczący Komitetu Katyńskiego (zm. 2010)
  - Mitsuru Kōno, japoński tenisista stołowy
  - Hipólito Reyes Larios, meksykański duchowny katolicki, biskup Orizaby, arcybiskup Jalapy (zm. 2021)
  - Janet Yellen, amerykańska ekonomistka, polityk
- 1947:
  - Władimir Kirsanow, rosyjski tancerz, choreograf (zm. 2021)
  - Bernard Lammek, polski chemik, wykładowca akademicki
  - Mikałaj Wajciankou, białoruski polityk, dyplomata (zm. 2013)
  - Margareta Winberg, szwedzka nauczycielka, polityk
- 1948:
  - Kathleen Battle, amerykańska śpiewaczka operowa (sopran)
  - Mosiuoa Lekota, południowoafrykański polityk
- 1949:
  - Ryszard Czarny, polski polityk, minister edukacji narodowej
  - Rogelio Farías, chilijski piłkarz
  - Pia Locatelli, włoska nauczycielka, polityk
  - Jan Monkiewicz, polski ekonomista, urzędnik państwowy
  - Tadeusz Mytnik, polski kolarz szosowy i torowy
  - Philippe Petit, francuski linoskoczek
- 1950:
  - Maria João Bustorff, portugalska działaczka kulturalna, nauczycielka akademicka, polityk
  - Zbigniew Drzymała, polski przedsiębiorca
  - Franco Frigo, włoski samorządowiec, polityk
  - Mariz Kemal, erzjańska pisarka, poetka, dziennikarka
  - Krzysztof Kolberger, polski aktor, reżyser teatralny (zm. 2011)
  - Piotr Krauczanka, białoruski historyk, polityk, dyplomata
  - Marián Masný, słowacki piłkarz
  - Alicja Matracka-Kościelny, polska muzykolog, muzealnik
- 1951:
  - Dan Fogelberg, amerykański piosenkarz, muzyk, kompozytor (zm. 2007)
  - Jan Kisiel, polski piłkarz, trener
  - Jan Olech, polski rolnik, polityk, senator RP
- 1952:
  - Bronisław Korfanty, polski ekonomista, polityk, senator RP
  - Dan Marvin, amerykański kierowca wyścigowy
  - Herb Ritts, amerykański fotograf
  - Andrzej Strąk, polski poeta, scenarzysta filmowy (zm. 2024)
- 1953:
  - Carla Bodendorf, niemiecka lekkoatletka, sprinterka
  - Kristalina Georgiewa, bułgarska ekonomistka
  - Bogdan Łoszewski, polski dziennikarz, reżyser filmów dokumentalnych
- 1954:
  - Ann-Charlotte Hesse, szwedzka lekkoatletka, sprinterka
  - Tõnu Kilgas, estoński aktor (zm. 2021)
  - Anna Trzeciak, polska chemik, wykładowczyni akademicka
  - Mickey Walsh, irlandzki piłkarz
- 1955:
  - Anna Błażenko, ukraińska dziennikarka
  - Paul Greengrass, brytyjski reżyser i scenarzysta filmowy
  - Marcelino Pérez Ayllón, hiszpański piłkarz
  - Ahu Tuğba, turecka aktorka (zm. 2024)
- 1956:
  - Bruno Giordano, włoski piłkarz, trener
  - Marian Woronin, polski lekkoatleta, sprinter
- 1957:
  - David Crane, amerykański scenarzysta i producent telewizyjny
  - Fajsal ad-Dachil, kuwejcki piłkarz
  - Adam Koczwara, polski piłkarz (zm. 2020)
  - Carlo Massullo, włoski pięcioboista nowoczesny
- 1958:
  - Hank Cheyne, amerykański aktor
  - Randy Shughart, amerykański żołnierz (zm. 1993)
  - Bojczo Weliczkow, bułgarski piłkarz
- 1959:
  - Sabine Becker, niemiecka łyżwiarka szybka
  - Maciej Grabowski, polski ekonomista, polityk, minister środowiska
  - Mikael Niemi, szwedzki pisarz
  - Ryszard Pagacz, polski polityk, samorządowiec, wicewojewoda małopolski
  - Andreas Ravelli, szwedzki piłkarz, trener
  - Thomas Ravelli, szwedzki piłkarz, bramkarz
- 1960:
  - Lidia Bierka, polska lekkoatletka, wieloboistka
  - Christer Gulldén, szwedzki zapaśnik
  - Janusz Kurtyka, polski historyk, prezes IPN (zm. 2010)
  - Djana Mata, albańska strzelczyni sportowa
  - Grażyna Molik, polska lekkoatletka, sprinterka
  - Joe Simpson, brytyjski alpinista, pisarz
  - Andrej Słabakow, bułgarski aktor, reżyser, polityk
  - Iwar Stukołkin, rosyjski pływak
  - Phil Taylor, brytyjski darter
  - Jacek Urbański, polski samorządowiec i menedżer, członek zarządu województwa lubuskiego
  - Beata Zdanowska, polska lekkoatletka, wieloboistka
- 1961:
  - Marianna Biskup, polska wszechstronna lekkoatletka (zm. 2015)
  - Borjana Krišto, bośniacka polityk, prezydent Federacji Bośni i Hercegowiny
  - Bettine Vriesekoop, holenderska tenisistka stołowa
  - Bobby Williamson, szkocki piłkarz, trener
- 1962:
  - Andrzej Braiter, polski urzędnik państwowy, dyplomata
  - Leonidas Donskis, litewski filozof, wykładowca akademicki, polityk, eurodeputowany (zm. 2016)
  - Dainis Liepiņš, łotewski kolarz torowy (zm. 2020)
  - Marcello Novaes, brazylijski aktor
  - John Slattery, amerykański aktor
  - Andrzej Szypulski, polski szachista
  - Manuel Valls, francuski samorządowiec, polityk, minister spraw wewnętrznych i premier Francji pochodzenia hiszpańskiego
- 1963:
  - Barbara Armbrust, kanadyjska wioślarka
  - Lance King, amerykański żużlowiec
  - Sridevi, indyjska aktorka (zm. 2018)
  - Józef Wandzik, polski piłkarz, bramkarz
- 1964:
  - Ian Haugland, szwedzki perkusista, członek zespołu Europe
  - Stepan Prociuk, ukraiński poeta, prozaik
- 1965:
  - Masashi Abe, japoński kombinator norweski
  - Małgorzata Baczyńska, polska projektantka mody
  - Armands Zeiberliņš, łotewski piłkarz, bramkarz, trener
- 1966:
  - Eraldo Bispo da Silva, brazylijski duchowny katolicki, biskup Patos
  - Sean Hood, amerykański scenarzysta filmowy
  - Pascal Lino, francuski kolarz szosowy i torowy
- 1967:
  - Jeanine Áñez, boliwijska polityk, prezydent Boliwii
  - Robert Godek, polski samorządowiec, starosta strzyżowski, wicewojewoda podkarpacki
  - Dave Jamerson, amerykański koszykarz
  - Aleksandr Kiriczenko, rosyjski kolarz torowy
  - Barbara Makowska, polska siatkarka
  - Christopher Pyne, australijski polityk
- 1968:
  - Tony Jarrett, brytyjski lekkoatleta, płotkarz
  - Tomasz Kucharzewski, polski karateka, kick-boxer (zm. 2008)
  - Beata Maciejewska, polska działaczka społeczna, polityk, poseł na Sejm RP
- 1969:
  - Giacobbe Fragomeni, włoski bokser
  - Midori Itō, japońska łyżwiarka figurowa
  - Emił Kremenliew, bułgarski piłkarz
  - Li Chunxiu, chińska lekkoatletka, chodziarka
  - Erik Weispfennig, niemiecki kolarz torowy
- 1970:
  - Piotr Gembarowski, polski dziennikarz i prezenter telewizyjny
  - Lisa Nilsson, szwedzka piosenkarka
  - Alan Shearer, angielski piłkarz, trener
  - Anna Tieriechowa, rosyjska aktorka
- 1971:
  - Moritz Bleibtreu, niemiecki aktor
  - Lorenzo Crespi, włoski aktor, model
  - Katarzyna Herman, polska aktorka
  - David Monahan, amerykański aktor
  - Władimir Wdowiczenkow, rosyjski aktor
- 1972:
  - Fernando Echávarri, hiszpański żeglarz sportowy
  - Hani Handżur, saudyjski terrorysta (zm. 2001)
- 1973:
  - Francisco Castro Lalupú, peruwiański duchowny katolicki, biskup pomocniczy Trujillo
  - Marcin Czyżniewski, polski historyk, pracownik naukowy, satyryk, aktor, dziennikarz, samorządowiec
  - Marcin Klaczka, polski piłkarz
  - Pietro Pulcini, włoski aktor
  - Kamila Shamsie, pakistańsko-brytyjska pisarka
  - Siarhiej Sztaniuk, białoruski piłkarz
- 1974:
  - Emin Alper, turecki reżyser i scenarzysta filmowy
  - Orlando Anderson, amerykański przestępca (zm. 1998)
  - Dušan Jelić, serbsko-grecki koszykarz
  - Andreas Larsson, szwedzki piłkarz ręczny
  - Andrés Lillini, argentyński trener piłkarski pochodzenia włoskiego
  - Jaye Barnes Luckett, amerykańska wokalistka, autorka tekstów, kompozytorka, producentka muzyczna, liderka zespołu Poperratic
  - Joe Perry, angielski snookerzysta
  - Mamisoa Razafindrakoto, madagaskarski piłkarz
  - Sebastiaan Rothmann, południowoafrykański bokser pochodzenia izraelskiego
  - Niklas Sundin, szwedzki gitarzysta, członek zespołów: Hammerfall, Laethora, In Flames i Dark Tranquillity
- 1975:
  - Paul Briggs, australijski bokser
  - James Carpinello, amerykański aktor
  - Iwan Iwanow bułgarski prawnik, historyk, polityk
  - Szymon Marhwiak Barabach, polski prozaik, poeta
  - Kléber Pereira, brazylijski piłkarz
  - Entela Safeti Kasi, albańska poetka, eseistka, tłumaczka
  - Marty Turco, kanadyjski hokeista, bramkarz
- 1976:
  - Roman Jakowlew, rosyjski siatkarz
  - Nicolás Lapentti, ekwadorski tenisista
  - Tatjana Panowa, rosyjska tenisistka
  - Magda Sakowska, polska dziennikarka i prezenterka telewizyjna
  - Robert Warwas, polski samorządowiec, związkowiec, polityk, poseł na Sejm RP
  - Artur Woskanian, ormiański piłkarz, trener
- 1977:
  - Jakub Jiroutek, czeski skoczek narciarski, trener
  - Michael Klim, australijski pływak pochodzenia polskiego
  - Serhij Omeljanowycz, ukraiński piłkarz (zm. 2015)
- 1978:
  - Dmytro Bułatow, ukraiński przedsiębiorca, działacz obywatelski, polityk
  - Moussa Latoundji, beniński piłkarz
  - Dominique Mocka, gwadelupski piłkarz
  - Benjani Mwaruwari, zimbabwejski piłkarz
  - Kreshnik Qato, albański bokser
- 1979:
  - Andrés Chitiva, kolumbijski piłkarz
  - Samantha Dodd, południowoafrykańska lekkoatletka, tyczkarka
  - Jegisze Melikian, ormiański piłkarz
  - Bledi Shkëmbi, albański piłkarz
  - Kasia Smutniak, polska modelka, aktorka
- 1980:
  - Nick Dempsey, brytyjski windsurfer
  - Álex González, hiszpański aktor
  - Michał Ignerski, polski koszykarz
  - Dmitrij Smirnow, rosyjski piłkarz
- 1981:
  - Dady, kabowerdyjski piłkarz
  - Daniel Deußer, niemiecki jeździec sportowy
  - Aftandil Hacıyev, azerski piłkarz
  - Pim de Kuijer, holenderski publicysta, działacz polityczny (zm. 2014)
- 1982:
  - Kostiantyn Bałabanow, ukraiński piłkarz
  - Diego Cabrera, boliwijski piłkarz
  - Shani Davis, amerykański łyżwiarz szybki
  - Piotr Klepczarek, polski piłkarz
  - Gary McSheffrey, angielski piłkarz
  - Robert Nowicki, polski historyk, polityk
  - Sebastian Stan, rumuńsko-amerykański aktor
- 1983:
  - Abdel Latif Ahmed, egipski siatkarz
  - Randall Brenes, kostarykański piłkarz
  - Sandipan Chanda, indyjski szachista
  - Loris Facci, włoski pływak
  - Adrian Grygiel, niemiecki hokeista pochodzenia polskiego
  - Aleš Hemský, czeski hokeista
  - Ľubomír Michalík, słowacki piłkarz
  - Bizzy Montana, niemiecki raper, producent muzyczny
- 1984:
  - Alona Bondarenko, ukraińska tenisistka
  - Colin Fleming, brytyjski tenisista
  - Niko Kranjčar, chorwacki piłkarz
  - James Morrison, brytyjski piosenkarz
  - Heath Pearce, amerykański piłkarz
- 1985:
  - Olubayo Adefemi, nigeryjski piłkarz (zm. 2011)
  - Grega Bole, słoweński kolarz szosowy
  - Dawid Kobiałka, polski archeolog, antropolog kulturowy
  - Vilmarie Mojica, portorykańska siatkarka
  - Mattia Pasini, włoski motocyklista wyścigowy
  - Marija Sawinowa, rosyjska lekkoatletka, biegaczka średniodystansowa
  - Khalil Velasquez, belizeński piłkarz
  - Atakan Yüksel, turecki zapaśnik
  - Ionelia Zaharia, rumuńska wioślarka
- 1986:
  - Hwang Youn-joo, południowokoreańska siatkarka
  - Demetrious Johnson, amerykański zawodnik mieszanych sztuk walki
  - Mohammed Kasoula, katarski piłkarz
- 1987:
  - Abdullah Al-Zori, saudyjski piłkarz
  - Yeliz Başa, turecka siatkarka
  - Nikołaj Biełow, rosyjski hokeista
  - Arlette Brülhart, szwajcarska lekkoatletka, tyczkarka
  - Michał Peret, polski piłkarz ręczny
  - Chris Plys, amerykański curler
- 1988:
  - Andrea Di Corrado, włoski kolarz szosowy
  - Sandra Drabik, polska bokserka
  - Michał Luch, polski szachista
  - Karen Marie Ørsted, duńska piosenkarka, autorka tekstów
- 1989:
  - Israel Jiménez, meksykański piłkarz
  - Tomáš Necid, czeski piłkarz
  - Fernando Pimenta, portugalski kajakarz
- 1990:
  - Maiken Caspersen Falla, norweska biegaczka narciarska
  - DeMarcus Cousins, amerykański koszykarz
  - Norbert Gombos, słowacki tenisista
  - Jenia Grebennikov, francuski siatkarz pochodzenia rosyjskiego
  - André Hahn, niemiecki piłkarz
  - Benjamin Stambouli, francuski piłkarz
- 1991:
  - Inès Granvorka, szwajcarska siatkarka
  - Alexander Kačaniklić, szwedzki piłkarz pochodzenia serbskiego
  - Purity Cherotich Kirui, kenijska lekkoatletka, biegaczka długodystansowa
- 1992:
  - Lois Abbingh, holenderska piłkarka ręczna
  - Erdenbatyn Bechbajar, mongolski zapaśnik
  - Collins Fai, kameruński piłkarz
  - Lucas Moura, brazylijski piłkarz
  - Alicja Tchórz, polska pływaczka
  - Taijuan Walker, amerykański baseballista
  - Okaro White, amerykański koszykarz
- 1993:
  - Kevin Cordes, amerykański pływak
  - Jonas Folger, niemiecki motocyklista wyścigowy
  - Artur Gaczinski, rosyjski łyżwiarz figurowy
  - Johnny Gaudreau, amerykański hokeista (zm. 2024)
  - Kira Grünberg, austriacka lekkoatletka, tyczkarka, polityk
  - Andreas Žampa, słowacki narciarz alpejski
- 1994:
  - Joaquín Correa, argentyński piłkarz
  - Filip Forsberg, szwedzki hokeista
  - Julio Gómez, meksykański piłkarz
  - Yunus Sentamu, ugandyjski piłkarz
- 1995:
  - Pieter Gerkens, belgijski piłkarz
  - Presnel Kimpembe, francuski piłkarz pochodzenia kongijskiego
  - Irakli Mcituri, gruziński zapaśnik
  - Luke Montebello, maltański piłkarz
- 1996:
  - Jakub Bartosz, polski piłkarz
  - Florian Loshaj, kosowski piłkarz
  - Antonia Lottner, francuska tenisistka
  - Saša Lukić, serbski piłkarz
  - PlanBe, polski raper, autor tekstów
  - Álvaro Rico, hiszpański aktor
  - Mattis Stenshagen, norweski biegacz narciarski
- 1997:
  - Kaja Grygiel, polska koszykarka
  - Pol Lirola, hiszpański piłkarz
  - Lilia Mejri, tunezyjska zapaśniczka
  - Iwan Wasyl, polski koszykarz
- 1998:
  - Arina Awierina, rosyjska gimnastyczka artystyczna
  - Dina Awierina, rosyjska gimnastyczka artystyczna
  - Francisco Cerúndolo, argentyński tenisista
  - Dalma Gálfi, węgierska tenisistka
  - Carter Hart, kanadyjski hokeista
  - Vanessa Machnicka, polska judoczka
  - Dimitris Nikolau, grecki piłkarz
  - Alina Rudnyćka, ukraińska zapaśniczka
  - Young Leosia, polska piosenkarka, raperka, autorka tekstów
- 1999:
  - Ezi Magbegor, australijska koszykarka
  - Petru Neagu, mołdawski piłkarz
  - Riqui Puig, hiszpański piłkarz
  - Vanda Vályi, węgierska piłkarka wodna
- 2000 – Tomáš Čvančara, czeski piłkarz
- 2001:
  - Julián Araujo, amerykański piłkarz pochodzenia meksykańskiego
  - Romann Berrux, francuski aktor
  - Lars Boven, holenderski kolarz szosowy
  - Mohamed Dridi, algierski zapaśnik
  - Victoria Kalitta, polska lekkoatletka, tyczkarka
  - Peder Kongshaug, norweski łyżwiarz szybki
- 2003 – Sebastian Schwarz, niemiecki skoczek narciarski
- 2004:
  - Marta Antuli, grecka siatkarka
  - Lee Chae-eun, południowokoreańska aktorka
- 2005 – Asahi Sakano, japoński skoczek narciarski (zm. 2025)

## Zmarli
- 587 – Radegunda z Turyngii, królowa Franków, święta (ur. ok. 518-20)
- 900 – Zwentibold, król Lotaryngii (ur. 870)
- 1040 – Eberhard I, niemiecki duchowny katolicki, pierwszy biskup Bambergu (ur. ok. 973)
- 1134 – Irena Węgierska, cesarzowa bizantyjska, święta (ur. 1088)
- 1297 – Gertruda z Altenbergu, niemiecka norbertanka, błogosławiona (ur. 1227)
- 1311 – Pietro Gradenigo, doża Wenecji (ur. 1251)
- 1382 – Eleonora Aragońska, królowa Kastylii i Leónu (ur. 1358)
- 1447 – Filip Maria Visconti, książę Mediolanu (ur. 1392)
- 1449 – Ludwik IV Wittelsbach, elektor Palatynatu Reńskiego (ur. 1424)
- 1480 – Antoni Primaldo, włoski męczennik, święty (ur. ?)
- 1496 – Bornio da Sala, włoski prawnik, humanista, pisarz (ur. ?)
- 1523 – Gerard David, niderlandzki malarz, rysownik (ur. ok. 1460)
- 1524 – Giovanni Battista Pallavicino, włoski duchowny katolicki, biskup Cavaillon, kardynał (ur. 1480)
- 1571 – Wasyl Tyszkiewicz, marszałek hospodarski, wojewoda podlaski i smoleński (ur. 1492)
- 1579:
  - Patryk O’Healy, irlandzki franciszkanin, biskup, męczennik, błogosławiony (ur. ok. 1540)
  - (prawdopod.) Konrad O’Rourke, irlandzki franciszkanin, męczennik, błogosławiony (ur. ok. 1542)
- 1595 – Wilhelm Freeman, angielski duchowny katolicki, męczennik, błogosławiony (ur. ok. 1558)
- 1608 – Giambologna, włoski rzeźbiarz pochodzenia niderlandzkiego (ur. 1529)
- 1621 – Jan Berchmans, flamandzki jezuita, święty (ur. 1599)
- 1640 – Wawrzyniec Błaskowicz, polski kupiec, burmistrz Jarosławia (ur. 1596)
- 1667 – Jeremy Taylor, angielski duchowny anglikański, pisarz religijny (ur. 1613)
- 1686 – Louis Maimbourg, francuski jezuita, historyk (ur. 1610)
- 1689 – Maksymilian I, książę Hohenzollern-Sigmaringen (ur. 1636)
- 1699 – Marek z Aviano, włoski kapucyn, błogosławiony (ur. 1631)
- 1713 – Jan Franciszek Stadnicki, polski szlachcic, polityk (ur. 1656)
- 1717 – Nicholas Perrot, francuski badacz, odkrywca, dyplomata, handlarz futer (ur. 1644)
- 1732 – Jan Joachim Tarło, polski duchowny katolicki, biskup kijowski i poznański (ur. 1658)
- 1745 – Ernest Fryderyk II, książę Saksonii-Hildburghausen (ur. 1707)
- 1775 – Michał Fryderyk Czartoryski, polski książę, polityk (ur. 1696)
- 1782 – Henri Louis Duhamel du Monceau, francuski inżynier, botanik (ur. 1700)
- 1799 – Wasilij Bażenow, rosyjski architekt, grafik, pedagog (ur. 1737)
- 1802 – Petar Vid Gvozdanović, austriacki marszałek polny porucznik pochodzenia chorwackiego (ur. 1738)
- 1810 – Jacques-François de Menou, francuski generał (ur. 1750)
- 1818 – Agostino Accorimboni, włoski kompozytor (ur. 1739)
- 1826 – René Laennec, francuski lekarz, wynalazca stetoskopu (ur. 1781)
- 1831:
  - Charles Bathurst, brytyjski polityk (ur. 1754)
  - Jan Ludwik Żukowski, polski literat, publicysta, krytyk literacki i teatralny, działacz polityczny (ur. 1795)
- 1841 – Bernhard Romberg, niemiecki wiolonczelista, kompozytor (ur. 1767)
- 1842 – John Banim, irlandzki prozaik, poeta, dramaturg (ur. 1798)
- 1862 – Benild Romançon, francuski zakonnik, święty (ur. 1805)
- 1863 – Eugène Delacroix, francuski malarz (ur. 1798)
- 1865:
  - Francisco de Paula de Borbón, infant hiszpański, książę Kadyksu (ur. 1794)
  - Willem Cornelis Janse van Rensburg, transwalski polityk, prezydent Transwalu (ur. 1818)
  - Ignaz Semmelweis, węgierski lekarz pochodzenia żydowskiego (ur. 1818)
- 1866 – Stanisław Pilat, polski pisarz, pedagog, działacz kulturalny (ur. 1802)
- 1882 – William Stanley Jevons, brytyjski logik, ekonomista (ur. 1835)
- 1896:
  - Joseph Delboeuf, belgijski psycholog, hipnoterapeuta (ur. 1831)
  - John Everett Millais, brytyjski malarz, ilustrator (ur. 1829)
  - Philipp Ludwig von Seidel, niemiecki matematyk, fizyk, astronom, wykładowca akademicki (ur. 1821)
- 1902:
  - Hieronim Derdowski, polski poeta, humorysta, dziennikarz, działacz emigracyjny (ur. 1852)
  - Władysław Florkiewicz, polski lekarz (ur. 1834)
- 1906:
  - Reginald Pierson, niemiecki psychiatra pochodzenia brytyjskiego (ur. 1846)
  - Stevan Sremac, serbski pisarz (ur. 1855)
  - Karol Szałwiński, polski fotograf (ur. 1869)
- 1907:
  - Hermann Karl Vogel, niemiecki astronom (ur. 1841)
  - Zygmunt Wcisło, polski działacz socjalistyczny (ur. ?)
- 1908 – Tyburcy Chodźko, polski działacz społeczny, fotograf, uczestnik powstania styczniowego (ur. 1840)
- 1910:
  - Florence Nightingale, brytyjska pielęgniarka, działaczka społeczna (ur. 1820)
  - John Spencer, brytyjski arystokrata, polityk (ur. 1835)
- 1912:
  - Octavia Hill, brytyjska nauczycielka, malarka, pionierka nowoczesnego budownictwa społecznego (ur. 1838)
  - Jules Massenet, francuski kompozytor (ur. 1842)
- 1913:
  - August Bebel, niemiecki polityk, działacz socjalistyczny (ur. 1840)
  - Szczęsny Bednarski, polski drukarz, uczestnik powstania styczniowego (ur. 1845)
- 1914:
  - Gregor McGregor, australijski związkowiec, polityk pochodzenia szkockiego (ur. 1848)
  - Julius Carl Raschdorff, niemiecki architekt, wykładowca akademicki (ur. 1823)
- 1915 – George Joseph Smith, brytyjski bigamista, seryjny morderca (ur. 1872)
- 1917 – Eduard Buchner, niemiecki chemik, laureat Nagrody Nobla (ur. 1860)
- 1918 – Dieter Collin, niemiecki pilot wojskowy, as myśliwski (ur. 1893)
- 1920 – Ignacy Radliński, polski religioznawca, filolog klasyczny, historyk, krytyk biblijny (ur. 1843)
- 1921:
  - Edvart Christensen, norweski żeglarz sportowy (ur. 1867)
  - Fritz Heitmann, niemiecki architekt (ur. 1853)
- 1922:
  - Beniamin (Kazanski), rosyjski duchowny prawosławny, metropolita piotrogrodzki i gdowski, święty nowomęczennik (ur. 1873)
  - Sergiusz (Szejn), rosyjski duchowny prawosławny, archimandryta, święty nowomęczennik, polityk (ur. 1870)
- 1925:
  - Stanisław Miller, polski inżynier budownictwa, wykładowca akademicki (ur. 1880)
  - Václav Vondrák, czeski językoznawca, wykładowca akademicki (ur. 1859)
- 1927:
  - Hermann Abert, niemiecki muzykolog, filolog klasyczny (ur. 1871)
  - Capistrano de Abreu, brazylijski historyk (ur. 1853)
  - James Oliver Curwood, amerykański pisarz (ur. 1878)
  - Jan Kubin, polski generał brygady (ur. 1876)
  - Mieczysław Szczuka, polski artysta plastyk, taternik (ur. 1898)
- 1928 – Fernand Charron, francuski pionier wyścigów samochodowych (ur. 1866)
- 1929:
  - Bolesław Namysłowski, polski botanik, wykładowca akademicki (ur. 1882)
  - Paul Trautmann, niemiecki prawnik, polityk (ur. 1881)
- 1931:
  - Franciszek Teodor Ejsmond, polski malarz (ur. 1859)
  - Bohdan Szyszkowski, polski chemik, wykładowca akademicki (ur. 1873)
- 1933 – Paul Hillemacher, francuski kompozytor, pianista (ur. 1852)
- 1934 – Andrzej Maj, polski polityk, wicemarszałek Sejmu Ustawodawczego (ur. 1869)
- 1936:
  - Paschalis Araguàs Guàrdia, hiszpański duchowny katolicki, męczennik, błogosławiony (ur. 1899)
  - Sylwester Arnau y Pasqüet, hiszpański duchowny katolicki, męczennik, błogosławiony (ur. 1911)
  - Józef Boher Foix, hiszpański duchowny katolicki, męczennik, błogosławiony (ur. 1887)
  - Franciszek Castells Areny, hiszpański duchowny katolicki, męczennik, błogosławiony (ur. 1876)
  - Piotr Martret Moles, hiszpański duchowny katolicki, męczennik, błogosławiony (ur. 1901)
  - Józef Jan Perot Juanmartí, hiszpański duchowny katolicki, męczennik, błogosławiony (ur. 1877)
  - Ferdynand Saperas Aluja, hiszpański duchowny katolicki, męczennik, błogosławiony (ur. 1905)
  - Józef Tápies Sirvant, hiszpański duchowny katolicki, męczennik, błogosławiony (ur. 1869)
- 1937 – Zygmunt Lewoniewski, radziecki pilot polarny pochodzenia polskiego (ur. 1902)
- 1938 – Icchak Majer Weisenberg, polski prozaik, dramaturg pochodzenia żydowskiego (ur. 1881)
- 1941:
  - Sołomon Bart, rosyjski prozaik, poeta, emigrant pochodzenia żydowskiego (ur. ok. 1885)
  - James Stuart Blackton, brytyjski karykaturzysta, pionier filmu animowanego (ur. 1875)
- 1942:
  - Stanisław Kieljan, polski działacz komunistyczny (ur. 1907)
  - Michał Malinowski, polski jezuita, misjonarz, męczennik, Sługa Boży (ur. 1887)
- 1943:
  - Jakub Gapp, austriacki marianista, męczennik, błogosławiony (ur. 1897)
  - Antonio Marovelli, włoski gimnastyk (ur. 1896)
- 1944 – Polegli w powstaniu warszawskim:
  - Stefan de Julien, polski podporucznik, żołnierz AK (ur. 1923)
  - Marek Długoszowski, polski żołnierz AK (ur. 1924)
  - Józef Kempa, polski aktor (ur. ?)
  - Antoni Kocjan, polski konstruktor lotniczy, żołnierz AK (ur. 1902)
  - Józef Orwid, polski aktor (ur. 1891)
  - Olgierd Ostkiewicz-Rudnicki, polski żołnierz AK (ur. 1892)
  - Michał Światopełk-Mirski, polski żołnierz AK (ur. 1926)
  - Andrzej Zagrodzki, polski żołnierz AK (ur. 1925)
  - Stanisław Zołociński, polski podchorąży, żołnierz AK (ur. 1922)
- 1944 – Tadeusz Konczyński, polski poeta, scenarzysta, dramaturg (ur. 1875)
- 1945 – Bazyli (Prieobrażenski), rosyjski biskup prawosławny (ur. 1876)
- 1946 – Herbert George Wells, brytyjski pisarz science fiction (ur. 1866)
- 1951 – Vyvyan Adams, brytyjski polityk (ur. 1900)
- 1952:
  - Wilm Hosenfeld, niemiecki kapitan (ur. 1895)
  - Władysław Kaliński, polski pułkownik dyplomowany piechoty (ur. 1891)
- 1953:
  - Nina Borowska, polska filolog, lituanistka (ur. 1922)
  - Géza Nagy, węgierski szachista (ur. 1892)
  - Ryszard Ordyński, polski reżyser filmowy (ur. 1878)
- 1955 – Wilhelm Kreis, niemiecki architekt (ur. 1873)
- 1956 – Jakub Kołas, białoruski prozaik, poeta, działacz narodowy, nauczyciel (ur. 1882)
- 1958 – Otto Witte, niemiecki artysta cyrkowy, oszust (ur. 1872)
- 1961 – Adeline De Walt Reynolds, amerykańska aktorka (ur. 1862)
- 1963 – Louis Bastien, francuski kolarz torowy (ur. 1881)
- 1965 – Hayato Ikeda, japoński polityk, premier Japonii (ur. 1899)
- 1967:
  - Jane Darwell, amerykańska aktorka (ur. 1879)
  - Trygve Pedersen, norweski żeglarz sportowy (ur. 1884)
  - Stanisław Sroka, polski polityk, samorządowiec, minister gospodarki komunalnej, prezydent Poznania (ur. 1909)
- 1968 – Øystein Ore, norweski matematyk (ur. 1899)
- 1970 – Wasił Mikow, bułgarski archeolog, historyk (ur. 1891)
- 1971:
  - Paweł Beylin, polski socjolog muzyki, publicysta, tłumacz (ur. 1926)
  - Oscar Verbeeck, belgijski piłkarz (ur. 1891)
- 1973:
  - Wiktor Jakubowski, polski filolog, historyk literatury i kultury rosyjskiej, wykładowca akademicki (ur. 1896)
  - Paul Stollreither, niemiecki malarz, grafik (ur. 1886)
- 1974:
  - Anselm Ahlfors, fiński zapaśnik (ur. 1897)
  - Compton Bennett, brytyjski reżyser filmowy (ur. 1900)
  - Tina Brooks, amerykański saksofonista jazzowy (ur. 1932)
  - Karol Kochler, polski chemik, wykładowca akademicki (ur. 1888)
  - Maria Ossowska, polska etyk, teoretyk i socjolog moralności (ur. 1896)
  - Wiktor Pniewski, polski pułkownik pilot (ur. 1891)
- 1975 – Ernst Gaber, niemiecki wioślarz (ur. 1907)
- 1977:
  - Antoni Baraniak, polski duchowny katolicki, arcybiskup metropolita poznański (ur. 1904)
  - Louis Verreydt, belgijski kolarz szosowy (ur. 1950)
  - Henry Williamson, brytyjski pisarz (ur. 1895)
- 1980:
  - Eqrem Çabej, albański językoznawca, etnolog (ur. 1908)
  - Konstantin Rudniew, radziecki inżynier, polityk (ur. 1911)
- 1981:
  - José María Minella, argentyński piłkarz, trener (ur. 1909)
  - Bazyli Samucin, białoruski dziennikarz, polityk komunistyczny (ur. 1906)
  - Jarosław Urbański, polski zoolog, wykładowca akademicki, fotografik, kolekcjoner(ur. 1909)
- 1982:
  - Harry Werner Storz, niemiecki lekkoatleta, sprinter (ur. 1904)
  - Charles Walters, amerykański reżyser filmowy (ur. 1911)
  - Adam Ważyk, polski poeta, prozaik, eseista, tłumacz pochodzenia żydowskiego (ur. 1905)
- 1983 – Musine Kokalari, albańska pisarka, działaczka opozycyjna (ur. 1917)
- 1984:
  - Magdalena Avietėnaitė, litewska dziennikarka, działaczka społeczna, organizatorka wystaw (ur. 1892)
  - Clyde Cook, australijski aktor (ur. 1891)
  - Nina Chruszczowa, radziecka pierwsza dama (ur. 1900)
  - Mieczysław Cybulski, polski aktor (ur. 1903)
  - Zbigniew Kubikowski, polski pisarz, krytyk literacki (ur. 1929)
  - Pawieł Łobanow, radziecki polityk (ur. 1902)
  - Tigran Petrosjan, ormiański szachista (ur. 1929)
  - John Boynton Priestley, brytyjski pisarz (ur. 1894)
- 1985:
  - Slobodan Aligrudić, serbski aktor (ur. 1934)
  - Marion Martin, amerykańska aktorka (ur. 1908)
- 1986 – Helen Mack, amerykańska aktorka (ur. 1913)
- 1987 – Nina Wilińska, polska aktorka (ur. 1916)
- 1988 – Sigurd Sollid, norweski skoczek narciarski (ur. 1913)
- 1989 – Hugo del Carril, argentyński aktor, reżyser, pieśniarz (ur. 1912)
- 1990:
  - Zbigniew Dolecki, polski prozaik, poeta, krytyk literacki, filmowy i muzyczny (ur. 1930)
  - Irena Wiertel, polska dziennikarka (ur. 1931)
- 1992:
  - Yvon Briant, francuski przedsiębiorca, polityk (ur. 1954)
  - Władysław Rząb, polski malarz, grafik, rzeźbiarz (ur. 1910)
- 1993 – Andrzej Stockinger, polski aktor, piosenkarz (ur. 1928)
- 1994:
  - Zdzisława Bytnarowa, polska pedagog, podporucznik AK, uczestniczka powstania warszawskiego (ur. 1901)
  - Manfred Wörner, niemiecki polityk, minister obrony, sekretarz generalny NATO (ur. 1934)
- 1995:
  - Bruce Grant, nowozelandzki narciarz alpejski, himalaista (ur. 1963)
  - Alison Hargreaves, brytyjska himalaistka (ur. 1962)
  - Jan Křesadlo, czeski pisarz (ur. 1926)
  - Mickey Mantle, amerykański baseballista (ur. 1931)
- 1996:
  - Daniela Makulska, polska aktorka (ur. 1925)
  - António de Spínola, portugalski dowódca wojskowy, polityk, prezydent Portugalii (ur. 1910)
  - David Tudor, amerykański kompozytor, pianista (ur. 1926)
- 1998:
  - Nino Ferrer, francuski piosenkarz, kompozytor, producent muzyczny pochodzenia włoskiego (ur. 1934)
  - Julien Green, francuski pisarz katolicki pochodzenia amerykańskiego (ur. 1900)
  - Waneta Hoyt, amerykańska seryjna morderczyni (ur. 1946)
- 1999:
  - Ignatz Bubis, niemiecki polityk pochodzenia żydowskiego, przewodniczący Centralnej Rady Żydów w Niemczech (ur. 1927)
  - Frederick Hart, amerykański rzeźbiarz (ur. 1943)
  - Maria Krüger, polska pisarka (ur. 1904)
  - Sulo Nurmela, fiński biegacz narciarski (ur. 1908)
- 2003 – Lothar Emmerich, niemiecki piłkarz, trener (ur. 1941)
- 2004 – Ko Yŏng Hŭi, północnokoreańska tancerka (ur. 1953)
- 2005:
  - Miguel Arraes, brazylijski polityk, gubernator Pernambuco (ur. 1916)
  - Bożena Budzińska, polska pisarka, poetka, krytyk literacki, pedagog (ur. 1957)
  - Wladimiro Calarese, włoski szablista (ur. 1930)
  - David Lange, nowozelandzki polityk, premier Nowej Zelandii (ur. 1942)
- 2006:
  - Tony Jay, amerykański aktor (ur. 1933)
  - Payao Poontarat, tajski bokser (ur. 1959)
- 2007:
  - Brooke Astor, amerykańska filantropka (ur. 1902)
  - Laurent Bernier, kanadyjski skoczek narciarski (ur. 1921 lub 1928)
  - Jerome Haynes, jamajski gitarzysta, członek zespołu The Skatalites (ur. 1927)
  - Kazys Lozoraitis, litewski polityk, dyplomata (ur. 1929)
  - Yone Minagawa, japońska superstulatka (ur. 1893)
- 2008:
  - Sandy Allen, amerykańska aktorka, najwyższa kobieta w historii (ur. 1955)
  - Jan Karoń, polski skrzypek, artysta lutnik (ur. 1919)
- 2009 – Les Paul, amerykański muzyk, współtwórca gitary elektrycznej Gibson Les Paul (ur. 1915)
- 2010 – Stanisław Groniecki, polski generał brygady, funkcjonariusz SB (ur. 1926)
- 2011:
  - Ctirad Mašín, czeski partyzant antykomunistyczny (ur. 1930)
  - Jerzy Masztaler, polski trener piłkarski (ur. 1946)
- 2012:
  - Alicja Bienicewicz, polska aktorka (ur. 1954)
  - Waldemar Irek, polski duchowny i teolog katolicki (ur. 1957)
- 2013:
  - Lothar Bisky, niemiecki polityk (ur. 1941)
  - Tompall Glaser, amerykański piosenkarz country (ur. 1933)
  - Jean Vincent, francuski piłkarz, trener (ur. 1930)
- 2014:
  - Frans Brüggen, holenderski flecista, dyrygent (ur. 1934)
  - Eduardo Campos, brazylijski ekonomista, polityk (ur. 1965)
- 2015:
  - Edward Franciszek Cimek, polski pedagog, działacz społeczny, poeta (ur. 1934)
  - Watban Ibrahim at-Tikriti, iracki polityk (ur. 1952)
- 2016:
  - Kenny Baker, brytyjski aktor (ur. 1934)
  - Jan Kolasa, polski prawnik (ur. 1926)
- 2017:
  - Joseph Bologna, amerykański aktor, reżyser i scenarzysta filmowy i telewizyjny (ur. 1934)
  - Zofia Garbaczewska-Pawlikowska, polska poetka, malarka (ur. 1922)
- 2018:
  - Zvonko Bego, chorwacki piłkarz (ur. 1940)
  - Jim Neidhart, amerykański wrestler (ur. 1955)
- 2019:
  - Tadeusz Ludwik Mleczko, polski nauczyciel, polityk, działacz sportowy (ur. 1939)
  - Halina Piłatówna, polska aktorka (ur. 1925)
  - René Taelman, belgijski trener piłkarski (ur. 1946)
  - Nadia Toffa, włoska dziennikarka i prezenterka telewizyjna (ur. 1979)
- 2020:
  - Michel Dumont, kanadyjski aktor (ur. 1941)
  - Stefan Hahn, polski elektryk, profesor nauk technicznych, żołnierz AK, uczestnik powstania warszawskiego (ur. 1921)
  - Krystyna Hajec-Wleciał, polska siatkarka (ur. 1930)
  - Gulnazar Keldi, tadżycki poeta (ur. 1945)
- 2021:
  - Andrzej Borodzik, polski chemik, specjalista produkcji antybiotyków, instruktor harcerski, przewodniczący ZHP, polityk, poseł na Sejm PRL (ur. 1930)
  - Henryk Hoser, polski duchowny katolicki, pallotyn, misjonarz, lekarz, arcybiskup ad personam, biskup warszawsko-praski (ur. 1942)
  - Marek Minda, polski chirurg, polityk, senator RP (ur. 1950)
  - Rhys Morgan, walijski rugbysta (ur. 1954)
  - Gino Strada, włoski chirurg, założyciel organizacji pozarządowej Emergency (ur. 1948)
- 2022:
  - Tadeusz Bartczak, polski chemik, wykładowca akademicki (ur. 1935)
  - Rossana Di Lorenzo, włoska aktorka (ur. 1938)
  - Denise Dowse, amerykańska aktorka (ur. 1958)
  - Ekaterina Josifowa, bułgarska nauczycielka, poetka (ur. 1941)
  - Alina Kowalczykowa, polska historyk literatury, wykładowczyni akademicka (ur. 1936)
  - Antonino Orrù, włoski duchowny katolicki, biskup Ales-Terralba (ur. 1928)
  - Ângelo Domingos Salvador, brazylijski duchowny katolicki, biskup pomocniczy São Salvador da Bahia, biskup Cachoeira do Sul i Uruguaiana (ur. 1932)
- 2023:
  - Constantino Méndez, hiszpański prawnik, polityk (ur. 1950)
  - Wandolin Wolny, polski strzelec sportowy (ur. 1930)
- 2024:
  - Ranko Bugarski, serbski językoznawca, wykładowca akademicki (ur. 1933)
  - Włodzimierz Ilnicki, polski brydżysta (ur. 1949)
  - Frank Selvy, amerykański koszykarz (ur. 1932)
  - Mieczysław Strzałka, polski gimnastyk sportowy (ur. 1947)
  - Cletus Wotorson, liberyjski geolog, polityk, przewodniczący Senatu (ur. 1937)
- 2025:
  - Anatolij Adamiszyn, rosyjski dyplomata, polityk, ambasador, minister ds. WNP (ur. 1934)
  - Cipriano García Fernández, hiszpański duchowny katolicki, biskup, prałat terytorialny Cafayate (ur. 1931)
  - Emanuel Jardim Fernandes, portugalski prawnik, samorządowiec, polityk, eurodeputowany (ur. 1944)
  - Szilárd Keresztes, węgierski duchowny grekokatolicki, biskup Hajdúdorogu, egzarcha apostolski Miszkolca (ur. 1932)
  - Marian Kruszyłowicz, polski duchowny katolicki, franciszkanin konwentualny, biskup szczecińsko-kamieński (ur. 1936)
  - Józef Nowak, polski piłkarz (ur. 1958)
  - Peter Stasiuk, kanadyjski duchowny greckokatolicki, redemptorysta, eparcha Melbourne (ur. 1943)
  - Jacek Śliwczyński, polski gitarzysta basowy, członek zespołów: T.Love i Sztywny Pal Azji (ur. 1963)
  - Kars Veling, holenderski filozof, wykładowca akademicki, polityk (ur. 1948)